# Río Panj
El río Panj, también llamado Pyandzh o Piandj (en tayiko: Панҷ), es un largo curso de agua del Asia Central que, junto con el río Vajsh, es una de las dos ramas que dan origen al río Amu Daria. El río forma una parte importante de la frontera entre Afganistán y Tayikistán. Tiene una longitud de 1125 km de largo y drena una gran cuenca de 114 000 km², mayor que países como Honduras, Bulgaria o Cuba.
El río nace de la confluencia del río Pamir (su fuente más lejana, que nace a su vez en el lago Zorkul) y del río Wakhan, en la antigua región de Badajshán, y fluye hacia el oeste a lo largo de la frontera de Afganistán y Tayikistán. Antes de atravesar la ciudad de Khorugh, recibe agua uno de sus principales tributarios, el río Bartang. Luego se une al río Vajsh para formar el Amu Daria.
Tuvo un papel estratégico muy importante durante la guerra de Afganistán (1978-1992).

## Afluentes
El Panj recibe numerosos y abundantes afluentes, tanto por la orilla derecha como por la izquierda. Los principales están, no obstante, en la margen derecha y son todos de Tayikistán.
- el río Gunt
- el río Bartang llamado Murghab en su curso medio, con una longitud de 528 km;
- el río Yazgoulem, con una longitud de 80 km;
- el río Vanch, con una longitud de 103 km;
- el río Kyzylsu
- el río Vakhsh, con una longitud de 786 km;

En la ribera izquierda (afgana), el afluente más importante del río Panj es el Kokcha, que tiene una longitud de unos trescientos veinte kilómetros.